# 格雷姆·霍尔
格雷姆·霍尔（英語：Graeme Hall，1946年—），英国前男子赛艇运动员。他曾代表英国参加世界赛艇锦标赛，获得二枚银牌，均来自轻量级项目。他也曾参加牛津剑桥赛艇对抗赛。